# Jean-David Bernard
Jean-David Bernard (Melun, 27 de julio de 1977) es un deportista francés que compitió en remo.
Ganó dos medallas en el Campeonato Mundial de Remo, en los años 1999 y 2007, y dos medallas de bronce en el Campeonato Europeo de Remo, en los años 2008 y 2009.
Participó en los Juegos Olímpicos de Atenas 2004, ocupando el sexto lugar en la prueba de ocho con timonel.

## Palmarés internacional
| Campeonato Mundial | Campeonato Mundial      | Campeonato Mundial | Campeonato Mundial  |
| Año                | Lugar                   | Medalla            | Prueba              |
| ------------------ | ----------------------- | ------------------ | ------------------- |
| 1999               | St. Catharines (Canadá) | Medalla de bronce  | Cuatro scull ligero |
| 2007               | Múnich (Alemania)       | Medalla de plata   | Cuatro scull        |
| Campeonato Europeo |                         |                    |                     |
| Año                | Lugar                   | Medalla            | Prueba              |
| 2008               | Maratón (Grecia)        | Medalla de bronce  | Dos sin timonel     |
| 2009               | Brest (Bielorrusia)     | Medalla de bronce  | Dos sin timonel     |